# Plava voda (Travnik)

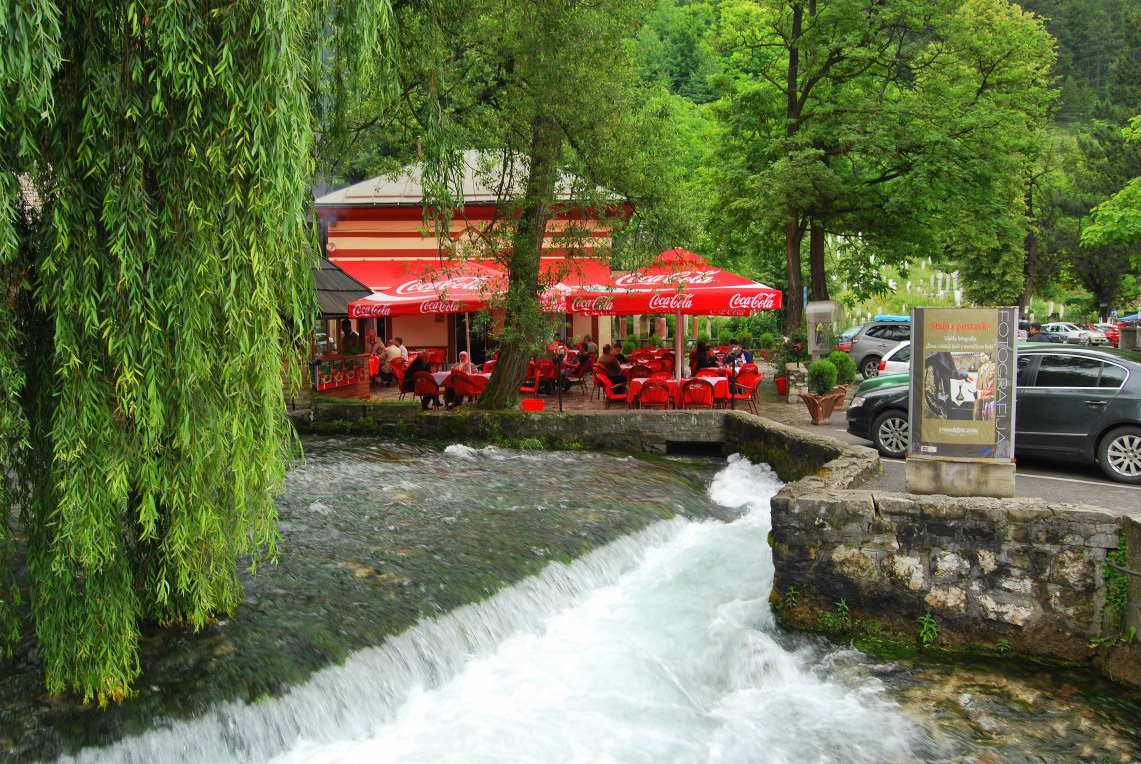
Přehrazený potok.

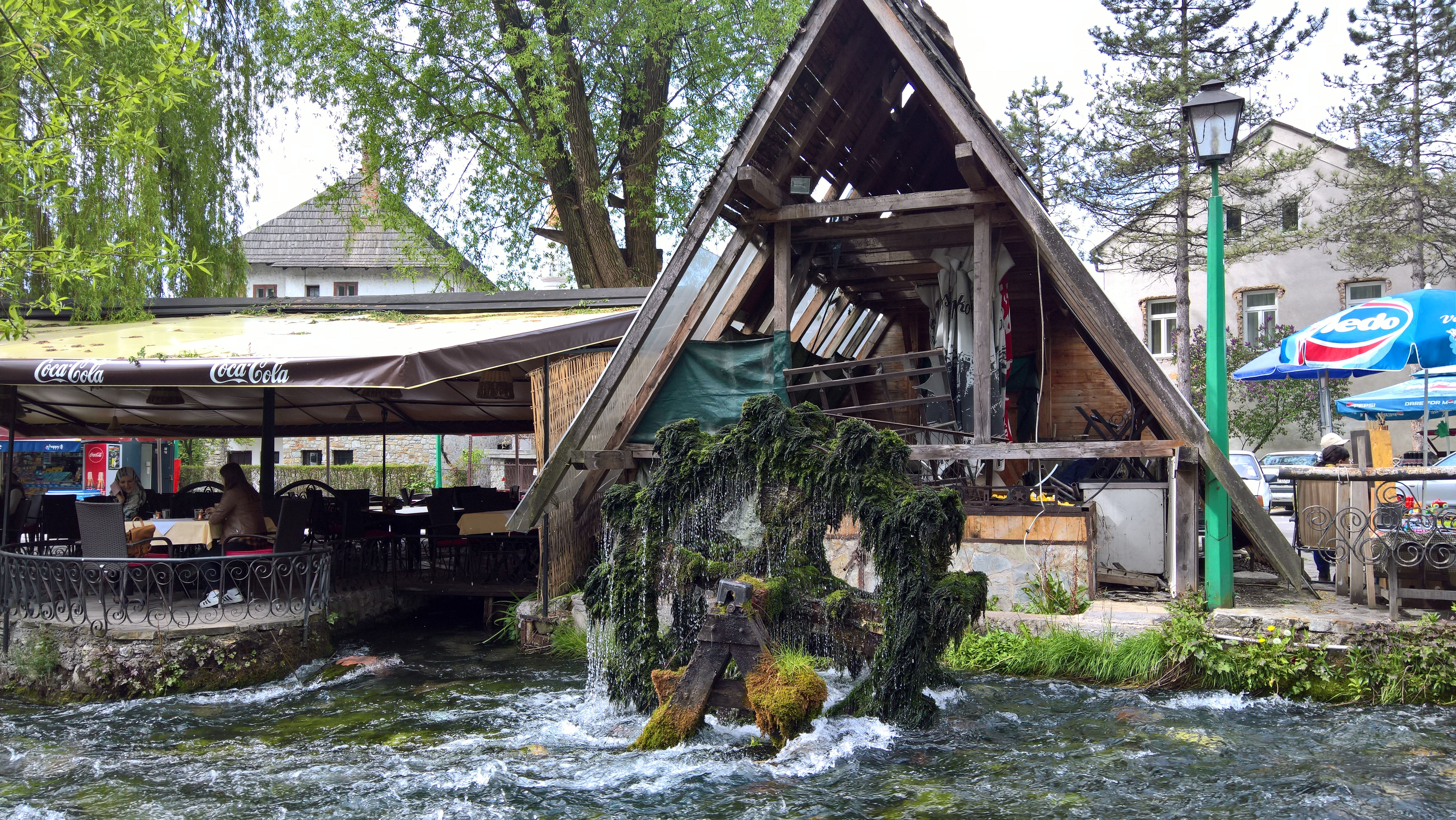
Vodní mlýn.

Plava voda (doslova Modrá Voda) je označení pro lokalitu v bosenském městě Travnik. Nachází se východně od středověké pevnosti, v blízkosti středu města, v lokalitě Šumeće. Doslova označuje vyvěračku potoka. Ten (s názvem Handak) se po 350 metrech vlévá do řeky Lašvy.
Z historického hlediska vyvěračka nesloužila k zásobování většiny města vodou, neboť již v období turecké nadvlády byly rozveden vodovod z lokality Bašbunar po celém městě a do všech mešit. Plava voda byla pro daný účel nevhodná, neboť se nachází ve stejné výšce nebo níže, než většina města.
V současné době se jedná o místo často navštěvované turisty a oblíbené výletiště místních obyvatel. Je zde umístěna promenáda a řada restaurací a kaváren. V letních měsících je zde chladněji, nachází se zde rovněž i menší rybníky. Voda je rovněž využívána jako zdroj pitné vody pro Travnik.
V druhé dekádě 21. století bylo rozhodnuto na uvedeném místě vybudovat moderní hotel. Ačkoliv stavba bude evokovat tradiční bosenský styl místních budov se strmými střechami horských domů, vzbudila výstavba nového objektu veřejnou diskuzi. Dojde k pozměnění lokality. V roce 2020 bylo rovněž rozhodnuto městem Travnik o úpravě regionálního vodovodu, ochranné zóny a vypracování nové studie, která se týká turistické atraktivity oblasti.